# 반짝반짝 캐치! 티니핑
《반짝반짝 캐치! 티니핑》(영어: Twinkle Catch! Teenieping, 일본어: キラキラ キャッチ！ティニピン)은 SAMG 엔터테인먼트의 TV 애니메이션인 캐치! 티니핑 시리즈 중 2기다. 재능TV에서 본방송되었으며, 2021년 10월 28일부터 2022년 5월 5일까지 KBS에서 재방송되었다.
2021년 10월 5일, 넷플릭스의 대한민국 서비스 중 아동용 작품군에서 1위를 달성하였다. 해당 작품은 일본에서 2024년 10월을 목표로 《キラキラ キャッチ！ティニピン》이라는 제목으로 방송됨이 예정되었다.

## 줄거리
로미, 사고뭉치 티니핑들과 함께 잃어버린 보석티니핑들을 찾아라!
사고뭉치 새로운 티니핑들과 함께 펼쳐지는 흥미진진한 로미의 이야기!
하모니 마을로 돌아와 행복한 나날을 보내고 있던 로미.
하츄핑을 제외한 나머지 로열티니핑들은 왕립 티니핑 학교의 교사가 되어 이모션 왕국으로 돌아간 상태다.
“다들 잘 지내고 있을까?”
한편, 이모션 왕국 보석의 숲.
수수께끼의 티니핑이 나타나, 보석숲에 살고 있던 보석티니핑들을 지구로 떨어뜨린다.
왕립 티니핑 학교 학생으로 로열티니핑 후보생인 조아핑, 방글핑, 믿어핑은 친구들을 구하기 위해 제멋대로 지구로 향하는데…
지구에 도착해 좌충우돌하는 조아핑, 방글핑, 믿어핑.
로미는 우여곡절 끝에 세 티니핑을 만나고, 몬쥬 박사가 만든 새로운 아이템
쥬얼 하트윙폰과 챠밍 쥬얼밴드를 받는다.
로미와 하츄핑은 아직 미숙한 조아핑, 방글핑, 믿어핑과 함께 팀을 이루어야 한다.
과연 잃어버린 보석티니핑들을 찾아내 캐치할 수 있을까?
사고뭉치 새로운 티니핑들과 함께 펼쳐지는 흥미진진한 로미의 이야기가 지금부터 시작된다!
©CATCHTEENIEPING

재능TV 공식 홈페이지

## PV
- 티저 영상[4]

## 주제가

### 오프닝
- TV ver.[5]
- 일본판 TV ver.[6]
- Full ver.[7]
- 티니핑×룰루팝 ver.[8]

## 등장인물
- 다이아 하츄핑 (Diamond Heartsping) 성별: 여성
- 조아핑 (Joahping)성별: 여성
- 방글핑 (Teeheeping)성별: 여성
- 믿어핑 (Trustping)성별: 남성
- 까르핑 (Tickleping) 성별: 여성
- 아야핑 (Owwping) 성별: 여성
- 소원핑 (Wishping)   성별: 여성
- 토닥핑 (Patping) 성별:여성
- 쪼곰핑 (Timidping)  성별: 남성
- 싹싹핑 (Tidyping)
- 맛나핑 (Yummyping)
- 포근핑 (Cozyping)
- 메모핑 (Memoping)
- 공쥬핑 (Ladyping)
- 짝짝핑 (Buddyping)
- 주네핑 (Giftping)
- 뚝딱핑 (Sculptping)
- 발레핑 (Balletping)
- 원더핑 (Wonderping)

### 스포일러
- 다해핑 (Onlyping)
- 가면핑 (Maskping)